# Amphicerus galapaganus
Amphicerus galapaganus är en skalbaggsart som först beskrevs av Pierre Lesne 1910.  Amphicerus galapaganus ingår i släktet Amphicerus och familjen kapuschongbaggar. Inga underarter finns listade i Catalogue of Life.

## Bildgalleri

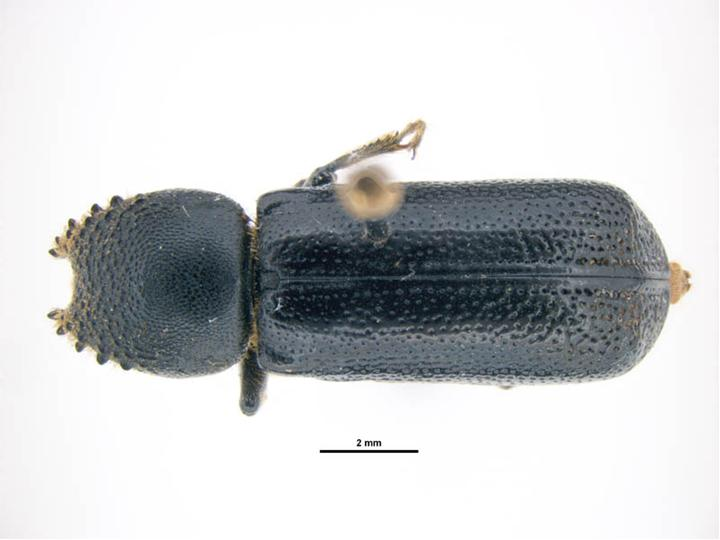